# Gee-Jay

Gee-Jay im Radio-Studio

Gabriel «Gee-Jay» Jenny (* 14. März 1974 in Bern) ist ein Schweizer Fernseh- und Radiomoderator.

## Leben
Gabriel Gee-Jay Jenny ist Moderator und Sohn einer Sängerin (Christa Mosimann) und eines Musikers (Florenz Jenny). Sein zweiter Vorname «Gee-Jay», welcher zugleich sein Rufname ist, setzt sich aus seinen auf Englisch ausgesprochenen Initialen «G.J.» zusammen. Seit 2009 ist er Moderator bei Livingroom.FM, einer Livesendung, die bis Dezember 2010 jeden Donnerstagabend aus der «Osteria Acqua» in Basel auf Radio Basilisk ausgestrahlt wurde. Im Sommer moderiert Gee-Jay während eines Monats jeweils beim Livingroom.FM Stadtmusik Festival, welches mit eigener Frequenz (100,0 und 106,6 MHz) aus dem Innenhof des Kunstmuseums Basel sendet.
Gee-Jay wohnt zusammen mit seiner Ehefrau und der gemeinsamen Tochter in Basel.

## Gee-Jay als Moderator
- Aumatt-TV (Regionalsender aus der Nordwestschweiz)
- Telebasel
- VIVA Schweiz (damals Swizz Music Television)
- Radio Basel 1
- 3+ (Casting-Gewinner)
- Star TV
- Radio Basilisk